# Karel Johannes Wijlacker
Karel Johannes Wijlacker (Rotterdam, 2 februari 1834 – aldaar, 30 januari 1922) was directeur van het door zijn vader opgerichte begrafenisfonds Tot aller Welzijn, Hulp in en na het Leven, dat hij in de loop van de 19e eeuw omvormde tot de Rotterdamsche Verzekering Sociëteiten (RVS).

## Leven en werk
Wijlacker werd in 1834 in Rotterdam geboren als zoon van de kleermaker, en latere begrafenisfondsdirecteur, Theodorus Wijlacker en Sophia Maria Flamar. Zijn vader maakte hem in 1853 - op 19-jarige leeftijd - mededirecteur van het door hem opgerichte begrafenisfonds. Het werkgebied van het fonds was al door zijn vader uitgebreid naar Delfshaven, Schiedam, Vlaardingen, Delft, Den Haag en Gouda. Na het overlijden van zijn vader in 1861 volgde hij zijn vader op als eindverantwoordelijke voor het bedrijf. Onder zijn leiding breidden de al werkzaamheden zich verder uit. Ook plaatsen als Leiden, Amsterdam, Haarlem, Bleiswijk, Hellevoetsluis, Rockanje, Utrecht en Den Helder en hun omgeving kregen een plaatselijke afdeling. In 1889 werd de naam van het fonds gewijzigd in de Rotterdamsche Verzekering Sociëteit. In 1895 werden de naam gewijzigd in de Naamloze Vennootschap Rotterdamsche Verzekering- Sociëteiten. Wijlacker zou tot 1911 directeur van het bedrijf blijven. In dat jaar legde hij - na vijftig jaar de eindverantwoordelijkheid gehad te hebben - zijn functie neer. Na zijn aftreden als directeur bleef hij nog zes jaar als commissaris bij de RVS betrokken. In 1889 was zijn zoon Theodorus al tot mededirecteur van de RVS benoemd.
Wijlacker trouwde op 30 januari 1867 in Rotterdam met Cornelia Manifarges. Hij overleed in 1922 in zijn woonplaats Rotterdam op 87-jarige leeftijd.

### Andere activiteiten
In 1863 kocht Wijlacker een aantal percelen aan de Boelekade in Gouda.  Hij laat op deze grond tien arbeiderswoningen bouwen. Het bekende de stichting van een buurtje in Gouda, dat later uitgebreid zou worden met nog negen woningen. Het buurtje stond in Gouda bekend als "De glazen kast".